# 京都地検の女の登場人物
京都地検の女の登場人物（きょうとちけんのおんなのとうじょうじんぶつ）では、2003年から2013年までテレビ朝日系にて第9シリーズまで放映されたテレビドラマシリーズ『京都地検の女』に登場する主な架空の人物について解説する。

## 京都地方検察庁
鶴丸あや
演 - 名取裕子
京都地方検察庁検事。年齢は2010年10月の時点で50歳。京都地検や京都府警察、京都府警中京警察署で知らない者はいない、京都地検の名物鬼検事。
事件に絡む違和感に主婦のカンを根拠に単独捜査をして難事件を解決へと導いている。猪突猛進・傍若無人すぎる振る舞いと強烈な個性、名言の数々、そして他を圧倒する芯の強い存在感は、あらゆるところで波紋と騒動を巻き起こすが、その根底には真実と正義を守るという揺るぎない信念から成るものである。
第4シリーズの最終回で、被疑者を同行しての実況見分を行った際に逃亡された責任をとって左遷。2008年1月から島根地検に辞令が出たが、2009年春に京都地検にある事情のためにカムバックする。
プライベートでは着物を着用している。
夫である章太郎（通称・章ちゃん。あやより年下）は、あやが京都地検に配属されてから単身東京に在住。毎日欠かさず長電話やメールで愛を確かめ合っている。あやは章太郎にベタ惚れであり、周囲にも娘にも堂々惚気ている。ちなみに旧姓は不明。
高原純之介
演 - 蟹江敬三（第1シリーズ - 第9シリーズ）
経歴：京都地検刑事部副部長（第1シリーズ - 第7シリーズ）
→ 京都地検刑事部長（第8シリーズ - ）
あやの直属上司。あやのことは新任検事のころから知っている。
鶴丸を「あやちゃん」と呼ぶ。
鶴丸に理解はあるが、反面、毎度無謀な暴走をする鶴丸にはヒヤヒヤしている。
妻との関係は良好だが、時折ひどい夫婦喧嘩をしている（現在の妻は再婚で、前妻とは死別）。
リンダという名前の娘がいる（名前のみで本人は劇中に登場せず）。2012年ころから「娘が一緒に風呂に入ってくれなくなった」と嘆いている。
副部長室には数多くの健康グッズが置かれていたが、刑事部長に昇任すると、部長室では禁止されているらしく見当たらなくなった。また背広ネクタイが義務になって、窮屈だと漏らしている。
かつては夜の帝王と噂されるほどの遊び人だったらしい。
なお、高原演じる蟹江が2014年3月30日に死去したため、2013年放送の第9シリーズを以って蟹江が演じる高原は最後となった。またシリーズ自体も完結。
太田勇一
演 - 渡辺いっけい（第1シリーズ - 第7シリーズ）
この道20数年のベテラン検察事務官。鶴丸の初代側近。通称・太田さん。未だに独身。
日々鶴丸に八つ当たりされ、挙句は虐げられ、ストレスを貯め込んでいる（日ごろの鬱憤をぶつけたいのだが、気弱なため、怖くて言えずにいるので影で「鶴丸」と呼び捨てしている）。しかし、鶴丸の一貫した行動と結果には一目置いており、尊敬の念も抱いている。
稀に鶴丸の暴走に本気で激昂する（実は、きちんと鶴丸を制止できるほどの篤いハートの持ち主）。
プライドが高く、皮肉屋で、配属される検察事務官見習や司法修習生に当たり散らす（検察事務官見習や司法修習生が女性の場合は人生の伴侶にしようと作戦を展開するが失敗する）。
彼女いない歴は38年（幼稚園の時以来）である。
第8シリーズにて栄転。
井森幸三郎
演 - 大杉漣（第8シリーズ - ）
検察事務官。鶴丸の2代目側近。堅物を絵に描いたような人柄で、スケジュール管理にうるさく、常に時計を見ており残業はしない主義。現在、独身。
実家は京都の老舗料亭。長男として先代から経営を任されるが失敗、板前を志したが挫折、弟に料亭を任せて検察事務官を目指した、という経緯がある。
当初は鶴丸とは衝突していたが、鶴丸が被疑者の屈折した気持ちを汲み上げて優しく諭す姿に感動し、実家に招待した（曰く「これまで何人もの検事に仕えてきたが、実家に招待したのは初めて」）。
密かに鶴丸を応援している。
酒癖が悪く、酔った際には暴言を放つこともあるが、その間の行動は酔いが醒めた後は全く覚えていない。

## 京都府警察
北村鉄男
演 - 船越英一郎（第1シリーズ - 第4シリーズ）
経歴：京都府警捜査一課（第1シリーズ - 第4シリーズ）
→ パリ警察
階級は警部。通称・北村さん。現在は独身（バツ1）の女ったらしで、りんとはツーカーの仲（鶴丸によると「お邪魔虫」）。
現場主義のたたき上げで、権威や肩書きを嫌っているため、検事も信用していないが鶴丸にだけは敵わない。
鶴丸を「おばさん」と呼ぶ。
結局は嫌々ながらも単独捜査に協力するが、それは鶴丸を尊敬しているため（鶴丸とは正義と愛情という信念に従って行動している点で共通している）。
第4シリーズ最終回では人材交流の一環としてパリ警察に赴任することになり、鶴丸に捨てゼリフを残してはるかに乗って旅立って行った。
成増清剛
演 - 寺島進（第5シリーズ - ）
京都府警捜査一課の刑事。階級は警部補。通称・成増さん。
実家は禅寺で僧侶の資格を持っている（鶴丸によれば、「なんちゃって坊主のアルバイト刑事」）。
一匹狼な性格で口が悪く粗暴な振る舞いをし、鶴丸から依頼された仕事も所轄署に押し付けるため、鶴丸とはことあるごとに衝突している。
鶴丸を「おばちゃん」と呼ぶ。
猫と組織が大嫌い。
清一を「父上」と呼んでいる。
鶴丸の娘・りんを、「りんちゃん」と呼んで可愛がっている。
府警本部捜査一課の刑事であること、鶴丸と衝突しつつも協力して事件を解決すること、りんと仲が良いこと、鶴丸に対する呼び方が酷似していること、などの共通点から北村の後継人物だが、同じ捜査一課所属だった北村と面識があるのかについては不明。
池内弘二
演 - 益岡徹（第2シリーズ - ）
経歴：京都府警中京警察署（第2シリーズ - 第7シリーズ）
→ 京都府警三条警察署（第8シリーズ - ）
通称・池内さん。既婚（子供はなし）。普段から一匹狼風情で皮肉屋で飄々とした風貌だが、鶴丸にだけは叶わないので屈折気味。
絶対に悪は許さないタイプで犯人には強硬な態度で接する。
家族のことになると周囲が見えなくなる一面もあり、意外に涙もろい。
しばしば鶴丸からは「ぐうたら刑事（デカ）」と尻を叩かれている。

## 鶴丸家
鶴丸りん
演 - 脇沢佳奈
あやの一人娘。個性的な母の背中を見て育ったため、しっかりしている。
第4シリーズの最終回で島根地検に左遷された母と別れ、1人で東京の大学を受験。
第5シリーズからは花の女子大生（成増の娘・友子と同じ大学に通っている）。
第8シリーズからは教員として、英語を教えている。
第9シリーズ第1話で教科書販売会社に勤める津村浩と結婚し、実家を出て独立する。
北村や成増などの中年男性からは人気がある（北村からは「りんりん」、成増からは「りんちゃん」と呼ばれている）。
鶴丸圭子
演 - 有馬稲子（第6シリーズ第1話）
あやの姑。

## 成増家
成増清一
演 - 福本清三（第5シリーズ - ）
成増清剛の父であり友子の祖父（福本は第1シリーズ第8話で本人役、第3シリーズ第8話でタクシー運転手役で出演している）。
厳格で無口な人柄で清剛が「父上」と呼ぶほど。
禅寺の住職をしており、人に知られたくない過去やのっぴきならない事情を抱えている人々が多く通っている。
清剛と友子の親子関係を心から心配している。
成増友子
演 - 藤岡涼音（第5シリーズ）、前田亜季（第9シリーズ）
成増の一人娘（母の死により祖父母に養育され、清剛とは長年離れて暮らしていた）。
りんとは大学の同級生で大親友。
第8シリーズ第6話で海外にいることが判明した。
第9シリーズで司法試験を受験し法曹界に入るため帰国するが、実家ではなくあやの家に居候する。

## その他
桜井麗子
演 - 大島蓉子
鶴丸の主婦友達グループ3人組の1人。
姑の介護問題と娘の嫁入り問題を抱える近所の情報通。
吉川香織
演 - みやなおこ
鶴丸の主婦友達グループ3人組の1人。
3人組中1番若く、暴走する麗子・さやかのストッパー。
漆原さやか
演 - 山口美也子
鶴丸の主婦友達グループ3人組の1人。
ときどき壮絶な夫婦喧嘩をしている。
柿野たまこ
演 - 小林千晴
第1シリーズと第2シリーズは生命保険の営業をしていたが、第3シリーズからは古川町商店街で健康ジュースを実演販売している（いつも神出鬼没に姿を現す）。
根は悪くないのだが、噂話が大好きでお節介な面が禍することも。
鶴丸を「あやさん」と呼んで慕っているが、稀にとんでもない健康ジュースを飲ませる。

## 特別出演
杉浦恭介
演 - 橋爪功（第2シリーズ第1話）
『京都迷宮案内』の主役。京都日報社会部遊軍記者。これは橋爪が主役を務める前述ドラマの続編ドラマ『新・京都迷宮案内』の前年（2004年）放映シリーズ第1話にて名取、船越、渡辺の3人が、本作と同名の役名で出演したことに対する“お礼”である。
村井信治
演 - 片桐竜次（第8シリーズ第1話）
『おみやさん』シリーズに登場するキャラクター。京都府警鴨川東警察署副署長。階級は警視。
鳥居勘三郎
演 - 渡瀬恒彦（第8シリーズ第1話）
『おみやさん』の主役。京都府警鴨川東警察署資料課長。階級は警部。通称「おみやさん」。これは渡瀬が主役を務める前述ドラマの続編ドラマ『新・おみやさん』の同年（2012年）放映シリーズ第1話にて名取が、本作と同名の役名で出演したことに対する“お礼”である。

## 各シリーズ限定のレギュラー

### 京都地方検察庁の関係者
三村正義
演 - 涼平（第1シリーズ）
司法修習生。
背は高い。気が弱く、鶴丸や深沢に振り回されていた。
深沢小百合
演 - 国分佐智子（第1シリーズ）
司法修習生。
気が強く、「鶴丸のような検事になりたい」と憧れている。頻繁に女の勘という点で鶴丸に同調している。
皆川正治
演 - 平野忠彦（第1シリーズ・第2シリーズ）
京都地検次席検事。
水谷ナオミ
演 - 大河内奈々子（第2シリーズ）
司法修習生。通称・水谷。
おっとりとしたお嬢様キャラクターだったが、最終的には鶴丸のような猛烈キャラクターへと変貌を遂げる。
日々同僚たちの優柔不断さ・女々しさにイライラしており、それを一喝できるパワーの持ち主。
配属当初は弁護士志望だったが、最終的には検事志望になる。
荻原良
演 - 松尾敏伸（第2シリーズ / 第9シリーズ最終話）
司法修習生。通称・荻原。
実は高原純之介の息子（前妻との間に出来た息子）。鶴丸以外には秘密事項である。
処世術には長けており、非常に要領のいいお調子者（そのため、いつも鶴丸に睨まれている）。
しょっちゅう鶴丸からは「萩原」と呼び間違えられている。
第9シリーズ最終話でゲスト出演。司法実習終了後、弁護士となっていたが、大学時代の親友の連帯保証人となった事で多額の借金を抱え込んでしまい、苦労の末に開いた個人事務所を閉鎖し、振り込め詐欺の片棒を担ぐまでに落ちぶれてしまっていた。
池内らによって逮捕され、起訴後は鶴丸が担当することとなる。
星野修
演 - 阿部薫（第2シリーズ）
司法修習生。通称・星野。
優柔不断で気が弱い。胃薬が手離せない（鶴丸と関わって、さらに胃痛が悪化したらしい）。
そのクセ勉強で身につけた知識をひけらかしたがるイヤミな面を見せる。
鶴丸から叱られ続けていた（そのせいで配属2週間目で入院した）。
東健太郎
演 - 西興一朗（第2シリーズ）
検察事務官見習い。通称・東。
太田の前では従順なフリをしているが、陰では悪口を言っている（一応太田の愚痴には自主的に付き合う）。
検事志望だが、太田の後姿を見るにつけ、自身の身の振り方に悩んでいた。
鍵崎ナナ
演 - 大谷允保（第3シリーズ）
司法修習生。通称・鍵崎。
生意気で勝気な男勝り（なぜか出口に対する風当たりが強い）。
当初は鶴丸の利己的な仕事ぶりに反発を覚えて食ってかかっていたが、修習生研修期間最後日に和解した。
出口恒雄
演 - 須藤公一（第3シリーズ）
司法修習生。通称・出口。
かなりの肥満体。暑苦しいが愛嬌があるため、鶴丸にはデブチと呼ばれてかわいがられている（＝コキ使われている）。
修習生研修期間最後日に鶴丸から檄を飛ばされた。
のんびりした性格。
倉木民子
演 - 神戸みゆき（第3シリーズ）
検察事務官見習い。通称・倉木。
あまり感情を表に出さずに淡々と冷静に事件と向き合う。
小役人タイプの太田を毛嫌いしており、時折厳しい留めの一言を突きつける。
実は密かに鶴丸に憧れていたらしい（登場最終シーンでは鶴丸に気遣っている）。
白井清志
演 - 長谷川朝晴（第4シリーズ）
京都地検検事。通称・白井。
大手鉄鋼会社・白井スチールの御曹司（いわゆるボンボン）。口癖は「この白井清志〜、」。
早々に鶴丸と対立し、主婦のカンを非難し続け、たびたび大喧嘩にもなった（が、最終的には鶴丸の手腕を認めた）。
非常にナルシストなうえ、他人を見下す言動が目立つが論理力には長けている。
趣味はオペラ鑑賞（MDにもオペラを録音しているほど）。
柿口可久子
演 - 三津谷葉子（第4シリーズ）
検察事務官見習い。
青森県弘前市出身。
初出勤から太田の度肝を抜くほどのあまりの田舎臭さだったが、地検の日々を送るうちに垢抜けていった。
本木恵介
演 - 森翼（第5シリーズ）
検察事務官見習い（第2話からの出演）。通称・本木、タマネギ。
初めての経験づくしの日々を送る、関西系純朴天然青年。
鶴丸には振り回され、太田にはコキ使われるが、きちんと太田の愚痴を聞いてあげられる癒し系でもある。
当初はやる気のない発言が目立つ現代っ子そのものだったが、次第に鶴丸のやり方に素直に従うようになる。
斉藤加奈子
演 - 小林きな子（第6シリーズ・第7シリーズ）
検察事務官見習い。通称・斉藤。
頭の回転が速く機転も利く。手先も器用らしく、プレゼンも得意。
当初は鶴丸の捜査方法に戸惑っていたが、そのうちに鶴丸を笑顔で送り出すようになっていた。
太田からは器用さを嫉妬されているが、本人は気にも留めていない模様。
川喜多夏帆
演 - 久保田磨希（第8シリーズ・9シリーズ）
検察事務官見習い。通称･川喜多。
元重量挙げ全日本3位。他業種からの転職組。

### 京都府警察の関係者
増岡久道
演 - 木下明水（第1シリーズ）
京都府警察の刑事。
いつも北村の捜査において隣にいる。しかし、風呂場で頭から転落するなど、かなりドジである。
堀川正太
演 - 松永博史（第2シリーズ - 第4シリーズ）
北村の相棒の京都府警捜査一課の刑事。
いつも一緒に行動しているが、時には酒に酔った北村の介抱をしたり、とばっちりを喰らうことも。
栗原美波
演 - 大塚千弘（第7シリーズ）
新たに池内とコンビになる京都府警中京警察署の紅一点の新人女性刑事。
若い正義感を持ち、ひたむきに捜査を進める。ただ、刑事らしくないデニム等のファッショナブルな出で立ちで、当初は鶴丸の逆鱗に触れることもあった。
平林雅彦
演 - 片岡信和（第8シリーズ）
京都府警三条警察署の新人刑事。
佐々部健太
演 - 木村康志（第8シリーズ第3話 / 第9シリーズ第1話・第5話）
刑事。

## ゲスト
第1シリーズ / 第2シリーズ / 第3シリーズ / 第4シリーズ / 第5シリーズ / 第6シリーズ / 第7シリーズ / 第8シリーズ / 第9シリーズ

### 第1シリーズ（2003年）
第1話「密室殺人vs主婦検事 完璧メークで殺す女」
- 山下慶子（ホステス） - 美保純
- 長谷川保（京都府警松原北警察署 刑事） - 大鶴義丹

第2話「美人OLは見た！殺人現場の罠」
- 尾形ユキ（スカイエレクトロニクス京都支社 開発部 主任） - 藤谷美紀
- 能瀬隆明（殺人の容疑者） - 新田亮

第3話「夫を3人殺した女!? 10億の完全犯罪と罠」
- 大隈貞子（保険金殺人疑惑の女） - 涼風真世
- 香坂雅子（貞子の2番目の夫の娘） - 杉本友莉亜（6歳：渡辺万也）

第4話「息子を盗まれた女！二つの転落死の…点と線!!」
- 横山元美（慎一の母） - 渡辺典子
- 佐藤学（舞子の夫） - 伊藤洋三郎
- 横山慎一（鶴丸りんの同級生） - 井前隆一郎
- 佐藤舞子（主婦） - 景山仁美
- 古川良太 - 富平和馬

第5話「刑事に愛された女！殺した記憶を消すトリック」
- 菊池道子（菊池の妻・北村鉄男の元妻） - 高橋ひとみ
- 菊池稔（オリエンタル生命保険 課長） - おりも政夫
- 島本（オリエンタル生命保険 社員） - 大村波彦
- 矢口（嵯峨野マスター） - 三原康可
- 菊池守 - 青木雅大
- 弦さん（ホームレス） - 江藤漢斉

第6話「年上の女が殺される！黙秘するカリスマ美容師」
- 田辺紀子（区役所職員・辻本の愛人） - 朝加真由美
- 辻本潔（美容師） - 宮川一朗太

第7話「時効を待つ男vs美人姉妹！赤いコート殺人の謎」
- 中根敦子（朋子の妹・不起訴に抗議する遺族） - 若林志穂
- 中根幹夫（朋子の夫・不起訴に抗議する遺族） - 山崎一
- 槙原克巳（連続殺人鬼） - 武蔵
- 中根朋子（主婦・被害者） - 長谷部香苗

最終話「炎の中で殺された母…京都映画界に潜む罠」
- 佐久間秋好（時代劇俳優） - 黒田勇樹
- 佐久間春樹（秋好の兄・パチンコ店員） - 大柴邦彦
- 佐久間健一（秋好の祖父） - 小峰隆司
- 小倉律子（プロダクション社長） - 楠見薫
- 佐久間ひな子（秋好の母・スナック「ホワイトリリー」経営） - 早瀬久美
- 佐久間淳（秋好の父・俳優） - 河原さぶ

### 第2シリーズ（2005年）
第1話「vs京都迷宮案内！笑顔をなくした女」
- 三上伸子（OL・レイプ被害者） - 菊池麻衣子
- 赤松（課長） - 藤沢徹衛
- 田代智之（学生） - 藤田哲也
- 相川浩（刑事） - 鷲生功
- 森下孝太郎（府議会議員・警備会社オーナー） - 森山周一郎

第2話「夫を殺した女のついた嘘！豚肉600g購入の謎」
- 野中涼子（定食屋店員） - 根岸季衣
- 藤代洋一郎（元中学校校長） - 江原真二郎
- 下沢由信（トラック運転手） - 前田淳
- 野中（涼子の夫） - 岸本功

第3話「vs結婚女詐欺師の女！遺産相続が招いた殺意!!」
- 脇本藤子（小料理屋女将） - 芦川よしみ
- 中谷三津夫（中谷の三男・フリーター） - 本田大輔
- 中谷新太郎（工務店社長） - 下元年世
- 中谷昭一（中谷の長男） - 池田政典
- 田中徹（藤子の内縁の夫） - 山口粧太
- 中谷（中谷の次男） - 李鐘浩
- 橘久美子 - 寺田千穂

第4話「神戸で襲われた女！減刑を狙う法律トリック!!」
- 小山沙英子（元被害者） - 山口果林
- 望月順平 - 四方堂亘

第5話「カリスマの主婦の犯罪！消えた漬物石の秘密」
- 田原冴子（料理評論家） - 丘みつ子
- 森谷沙織（スナックホステス） - 藤村ちか
- 田原武（冴子の夫） - 石山雄大
- 田原敬一（冴子の息子） - 平井優也
- 柳沢治夫（不動産会社社員） - 辻本一樹

第6話「介護する女の微笑み！宝くじ1億円遺産の行方!!」
- 新井道子（介護士） - 真行寺君枝
- 川村恵子（ノブの娘） - 林寛子
- 川島ノブ - 披岸喜美子
- 仙太郎 - 北見唯一
- 高原清子 - 佐々木すみ江

第7話「車内携帯禁止…逆ギレ殺人の裏に潜む涙の過去」
- 葛城秋子（葛城の妻） - 山下容莉枝
- 市川輝夫（フリーター） - 原田篤
- 竹谷麻衣子 - 浜丘麻矢
- 葛城清貴（会社員） - 谷口高史
- 葛城慎太郎（葛城の息子） - 魚見海斗

第8話「娘に捨てられた刑事…殺意の逃走経路の謎!!」
- 矢部次郎（京都府警中京警察署 警部） - 小日向文世
- 曽根（弁護士） - 石井愃一
- 矢部詠子（矢部の娘） - 本田有花
- 久保田要介 - 森下じんせい

最終話「vs殺人を犯した刑事…地検最大の危機」
- 坂本竹子（元六本木のバーのママ） - 左時枝
- 田端義武 - 沼田爆

### 第3シリーズ（2006年）
第1話「殺意を抱く老夫婦!! 祇園死美人が残す謎」
- 糀谷辰夫（宮大工棟梁） - 宇津井健
- 糀谷さよ子（糀谷の後妻） - 中原ひとみ
- 羽田美和（門田の愛人・バーのママ） - 栗田よう子
- 佐藤正（空き巣） - 剛州
- 糀谷公一（糀谷の前妻の子） - 及川直紀
- 門田 - 野々村仁

第2話「逆転供述に潜む罠！前髪で額を隠す女の正体!!」
- 平沢秋子（食堂店員） - 岩崎ひろみ
- 小沼宏之（秋子の婚約者） - 増沢望
- 向井薫（ペンション「時の旅人」従業員） - 大寳智子
- 平沢信雄（秋子の父） - 樋浦勉

第3話「不可解な自首の謎…北村警部の旧友が殺人犯!?」
- 牧野真吾（北村鉄男の大学時代の親友） - 柳沢慎吾
- 中西佐緒里（女子高生） - 松永裕子
- 畑中静雄（牧野の同僚） - 関秀人
- 畑中晃一郎（畑中の息子） - 筒井万央
- 茂木しづ子 - 高林由紀子

第4話「vs最凶の女詐欺師 豪華庭園に咲く奇妙な花」
- 北沢えりか（金融業者） - 洞口依子（幼少期：林寿々花）
- 及川順平（えりかの幼馴染） - 遠山俊也
- 佐川（用心棒） - 中根徹

第5話「鬼母を許した検事…主婦の勘が敗北した日!!」
- 黒田鈴子（ホステス） - 喜多嶋舞
- 黒田幸恵（鈴子の長女・前夫との娘） - 中山心
- 黒田正美（鈴子の次女） - 鍋本凪々美

第6話「哀しき証言者！殺人犯消失…鉄壁アリバイの罠」
- 坂本和彦（少年野球の監督） - 梨本謙次郎
- 宮下小百合（坂本の恋人） - 岩本千春
- 田代源蔵（細川の叔父・市議会議員・田代スポーツ 社長） - 潮哲也
- 細川仁（開発プロジェクトチーフ） - 井之上チャル
- 森谷威 - 徳永優樹
- 北見洋一（弁護士） - 高橋弘志
- 久保治夫（被害者） - 稲田龍雄

第7話「姉妹のような母娘…危険な三角関係の罠」
- 富田純子（画廊経営） - 石野真子
- 富田有里（純子の娘） - 大村彩子
- 藤沢尚哉（フリーター・有里の恋人） - 唐橋充

最終話「鶴丸検事、20年目の運命の再会…同級生は殺人犯で被害者!? チェッカーズの名曲が暴く家庭崩壊の秘密と嘘」
- 和田英太郎（鶴丸あやの司法修習の同期生） - 榎木孝明
- 和田志乃（和田の妻） - あめくみちこ
- 和田大介（和田の息子） - 栩原楽人
- 大野美香（ホステス） - 井上紀子
- 小林啓介 - 西村匡生
- 緑川元吉（京都府警察警視正） - 佐戸井けん太
- 佐々木勝（検事） - 松澤一之

### 第4シリーズ（2007年）
第1話「主婦検事VSセレブ検事!! 2つの顔を持つ女!!」（鬼ママの烙印）
- 福永伸子（シングルマザー） - 山田まりや
- 小暮宏高（伸子の元夫） - 湯江健幸
- 斉藤守（工事現場監督） - 江端英久
- 福永麻紀（伸子と小暮の娘） - 山口愛
- 中野若葉、大八木凱斗、山口幸晴、窪田弘和、川鶴晃裕、前川恵美子、田井克幸、稲田龍雄

第2話「熟年夫婦を襲った恋と殺人の罠!!」（マナーの達人と思秋期）
- 千葉奈緒子（千葉の妻・マナー教室講師） - 酒井和歌子
- 竹井美鈴（壁塗り職人） - 遠野凪子
- 千葉昇（洛星建設専務） - 中丸新将
- 木村威（パチプロ） - 新納敏正
- 北ひろこ、峰蘭太郎、三浦憲世、朱花、小峰隆司、太田敦子

第3話「二人の殺人者!? 墓のない花婿の秘密!!」（花婿さんの墓）
- 立花フク（美容室経営） - 加藤治子
- 下地圭太（介護士） - 中村俊太
- 横山（公営墓地の職員） - 藤沢徹衛
- 入江毅、井上紀子、佐伯恵、羽倉由貴、

第4話「試された母子愛…小さな瞳に映る殺人者の影!!」（小さな目撃者）
- 斉藤美奈（隆三の元妻） - 矢部美穂
- 山田順（隆三と美奈の息子） - 森永悠希
- 二村智彦（解体屋） - 斉藤陽一郎
- 山田隆三 - 満田伸明
- 山田房江（隆三の母・順の祖母） - 松村康世
- 坂本道弘（不動産屋） - 石倉英彦

第5話「裏切られても…窃盗犯と暮す男の謎!!」（裏切られても裏切られても）
- 谷口光男（谷口電器商会 経営者） - 小野寺昭
- 香西雅之（谷口電器商会 従業員） - 有福正志
- 浅田祐二、山村嵯都子

第6話「刑務所に入りたがる女！桔梗の花が暴く殺意!!」（桔梗の咲く庭）
- 杉沢美代子（空き巣の常習犯） - 浅利香津代
- 奥寺武雄（空き巣の被害者） - 新克利
- 福本茜（スナックホステス） - 大音奈々
- 芝本正、堀田貴裕、笹木俊志、まつむら真弓

第7話「毒薬殺人の果てに…過食妻の孤独」（毒薬とよく食う女）
- 福本玉枝（福本の妻） - 烏丸せつこ
- 福本未来（福本の娘） - 宮沢静香
- 久保貞夫（禁止薬物の密売人） - 有薗芳記
- 福本幸平（紙芝居屋） - 唐十郎
- 深沢敦、丸山厚人、永田沙紀、大林菜穂子、井上剛、宮本愛子、小野亮子

最終話「さらば、鶴丸検事!! 北村刑事殉職…最後にして史上最大の危機!? 京都〜舞鶴、8年越しの殺人トリックに壊された断絶家族の絆!!」（八年目の償い）
- 末松優介（無職・舞鶴の元漁師） - でんでん
- 末松由香（末松の娘・窯元） - 前田愛
- 野村和彦（老舗旅館板前・由香の恋人） - 勝野洋輔
- 末松加寿子（末松の妻・土産物屋店員） - 角替和枝
- 木下（窯元） - 三谷昇
- 前島正（ロワイヤル金融 総務部長） - 大浦龍宇一
- 北沢まり（クラブ「手毬」ママ） - 舟木幸
- 加山和彦（補正下着メーカー「リリーズ」専務） - 鶴田忍
- 藤原武則（補正下着メーカー「リリーズ」会長） - 織本順吉

### 第5シリーズ（2009年）
第1話「新コンビ誕生!? 証言したがる女の秘密!!」（おかえり！鶴丸検事）
- 倉島徹也（松江地検の元事務官） - 草野康太
- 木村芳子（会社員） - 楠見薫
- 城山健一（殺人事件の容疑者） - 辻村綾二

第2話「殺意のレシピ…食卓の暗号が暴く真相!!」（片恋のレシピ）
- 美山紀香（フレンチ懐石レストレン「ベルモンターニュ」オーナーシェフ） - 伊藤かずえ
- 美山俊和（紀香の夫） - 篠塚勝
- 大久保圭一（野菜農家） - 戸辺俊介
- 野村留美（主婦） - 園英子

第3話「亡き妻に捧げる犯罪…残された夫の疑惑とは？」（亡き妻の秘密）
- 瀬名昭彦（定年無職・万引きの常習犯） - 曽我廼家文童
- 瀬名美江子（瀬名の妻・故人） - 服部妙子
- 荒木ちとせ（小野原の娘） - 仲村瑠璃亜
- 小野原義雄（証券会社社員） - 石田登星

第4話「刑事の父が偽証…試された親子の絆!!」（父親嫌い）
- 池内吾一（池内弘二の父） - 北村総一朗
- 坂上忠生 - 小沢日出晴
- 宮崎威（塗装工・窃盗前歴） - 萬雅之
- 下田好恵（主婦） - 鈴川法子

第5話「暴走する事務官…老舗旅館に潜む罠!!」（太田事務官の恋）
- 曽根素子（介護士ボランティア） - 北原佐和子
- 兵藤純平（菊乃の息子） - 久保山知洋
- 曽根英一（素子の父・ホテルチェーンのオーナー） - 森下哲夫
- 兵藤菊乃（老舗旅館「梅さと」女将） - 紅萬子

第6話「殺意の伝言ゲーム!! 一致しすぎる供述!?」（贋者）
- 松木潤一（宝飾品のセールスマン・元ボクサー） - 浜田学
- 松木繁（潤一の父・京刃物の職人） - 黒部進
- 松木尚子（潤一の母） - 高林由紀子
- 斉田和夫（潤一の飲み仲間） - 伊庭剛

第7話「狙われた現職検事！京の雨に消えた影!!」（高原副部長、刺される!!）
- 北見加代子（高原純之介の幼馴染） - 秋野暢子（幼少期：平山咲彩）
- 安藤浩二（暴力団「星龍会」幹部） - 石倉英彦

第8話「刑事の娘が失踪！取調室に潜む悪の罠!!」（成増刑事の失敗）
- 門脇総（無職） - 川上祐
- 宮迫良太（門脇の兄貴分・元ホスト） - いわすとおる
- 伊藤冴子 - 宮嶋麻衣
- 上田真紀子 - 緒方ちか

最終話「主婦の勘への挑戦！夜歩いた死体の謎!!」（あやへの挑戦状！）
- 浦沢豊秋（日本画壇の重鎮） - ベンガル
- 里見敬一郎（美術館館長） - 谷口高史
- 飯島武（画家） - 加藤満

### 第6シリーズ（2010年）
第1話「母を殺しにきた天才画家！上海〜京都、34年目の再会が招いた殺意!! 二つの名を持つ女の謎」
- 浜田喜久子（旅館「笹野屋」元仲居・本名「袴田八重子」） - 山本陽子（若き日：村井美樹）
- 林峰生（画家） - 原田龍二（5歳：桝井海雅）
- 田村茂一（殺人事件の被疑者） - 山本紀彦
- 女将 - 柳川慶子
- 浜田八重子（喜久子の義父の弟の子） - 三島ゆり子
- ジョン・ハワード（画廊主） - セルゲイ・ツァリョフ
- 飯島康志（造園業者） - 藤田宗久
- 守屋健二（元暴力団構成員・故人） - 児玉貴志
- 藤堂順一（シイタケ栽培農家） - 丸岡奨詞

第2話「22年目の殺人証拠!! 白髪を染めた女の謎」
- 山脇彰子（山脇クリーンシステム 社長） - 藤真利子
- 小倉啓介（山脇クリーンシステム 社員） - 鷲生功
- 船木誠一（彰子の元夫） - 並樹史朗
- 内海英司（彰子の婚約者） - 伊庭剛

第3話「鏡に微笑む殺人犯!! 熟年夫婦が堕ちた罠」
- 佐伯美千代（佐伯の妻） - 黒田福美
- 佐伯清一郎（佐伯設計事務所 所長） - 伊藤洋三郎
- 大林亮二（カメラマン・ゆき枝の昔の同棲相手） - 萬雅之
- 橘ゆき枝（着物店「ひとひら」オーナー） - 立原麻衣

第4話「法律が裂いた嫁姑！消えた5歳児の謎!!」
- 関本公美（ホステス） - 知念里奈
- 沢田波江（秀樹の母） - 赤座美代子
- 谷（検事） - 中根徹
- 老女 - 阪上和子
- 笠松基子（波江の知人） - 吉本選江
- 沢田秀樹（公美の元夫・失職中） - 白井圭太
- 沢田麻紀（公美と秀樹の娘） - 杉本湖凛

第5話「家庭崩壊！嵐山を焼きつくす復讐の炎!!」
- 松尾保（マンション管理人・元鰻料理店経営） - 川野太郎
- おばちゃん - 正司照枝
- 柿沼広明（洛南大学 学生） - 少路勇介
- 柿沼修一郎（ホテルみやびチェーン 社長） - 大林丈史
- 松尾美奈（松尾の娘・女子高生） - 岡野真也
- マスター - 芦川誠
- 松尾澄恵 - 星野光代
- 滝本（弁護士） - 宇納佑

第6話「食材のパズル！重なる2つの遺体の謎!!」
- 倉元翔子（病院の清掃員・元仲居） - 芳本美代子
- 大西祐二（不動産会社経営） - 木村栄
- 林田光男（前科者） - 山内としお
- 倉元和樹（翔子の夫・無職） - 鼓太郎
- 倉元亮（翔子の息子・故人） - 伊賀亮
- 坂上崇之 - 島田順司

第7話「父と子の罠！祇園の夜の殺人二重偽証!!」
- 草村楓（キャバクラ嬢） - 小沢真珠
- 外山保（弁護士の卵） - 石母田史朗
- 黒田春樹（暴力団員） - 外川貴博
- 上野民生（バーテン） - 宮都謹次
- 深沢実（傷害致死事件の被疑者） - 笹木俊志
- 久米優奈（キャバクラ嬢） - 鈴木和歌奈

第8話「京の秋に色づく犯罪模様…父と娘の選択！目撃者ゼロの罠!!」
- 栗原由貴（法科大学院生） - 前田亜季
- 栗原健一（由貴の父・京都府警察管理官） - 篠塚勝
- 川上信平（老舗和菓子店店主） - 高田賢一
- 和田未也子 - 藤巻るも
- 川上悦子（川上の妻） - 井上紀子

最終話「晩秋の京、雨の夜の約束…三条大橋殺人事件の裏の裏」
- 黒木新平（無職） - 本田大輔
- 矢野梢（不登校生） - 末永遥
- 浦田光子 - 今井和子
- 松島幸也（大企業の御曹司） - 井上剛
- 田中重夫（定食屋「たなか食堂」店主） - 赤塚真人

### 第7シリーズ（2011年）
第1話「恋人殺しの罠…それは運命の雪夜から始まった！京都〜琵琶湖〜大阪、四人の男女をつなぐ愛欲の相関図!!」
- 松岡志保（イラストレーター志望の派遣社員） - 高橋由美子
- 大倉琢磨（南条の顧問弁護士） - 平岳大
- 玉田光彦（料理研究家） - 池内万作
- 西念正道（北丹郡住職） - 江藤漢斉
- 春川望 - 相葉香凛
- 春川三喜男（望の養父） - 嶋崎伸夫
- 春川久子（望の養母） - 小柳友貴美
- 南条晃司（金融会社社長） - 柴田善行
- 森正孝（タブロイド紙記者） - 石田登星
- 春川玲子（望の実母） - 中村彩実
- 桂陽子（ピアニスト） - 堀内敬子

第2話「殺人逃亡犯は見た!! すれ違う二つの人生」
- 小堀育男（英会話スクールチェーン「小堀イングリッシュアカデミー」元社長） - 竜雷太
- 辻本千吉（石光化学工業の元期間工） - 楠年明
- 金子つた江（アパート大家） - 絵沢萌子
- 柳原美香（イーブライド 営業本部長・「小堀イングリッシュアカデミー」元幹部） - 石井亜可理

第3話「祇園祭でにぎわう京都の町!! 旅先で塩を盗んだ女の真意とは!?」
- 井川正代（ひったくり事件の被疑者） - 藤田弓子
- 井川正幸（正代の息子・あかつき銀行 京都支店 行員） - 橋爪遼
- 遠山勇吉 - 若林哲行
- 遠山いさ子 - 紅萬子

第4話「夫の知らない殺意!! 京都大原、熟年離婚が招く三角関係の罠!?」
- 清水和子（清水の妻） - 未来貴子
- 秦野満（失業中） - 若林久弥
- 大西昌恵 - 津田真澄
- 箸の店・主人 - 唐沢民賢
- 清水真一 - 国広富之

第5話「vs東京地検の男!! 京都鴨川西、小さな花屋に咲く奇跡」
- 瀬戸雅之（検事） - 鶴見辰吾
- 小原圭子（美容師） - 内田もも香
- 久保田強（徹の兄） - koji
- 久保田徹（無職） - 反田孝幸
- 田中（徹の友人） - 田島俊弥
- 岩本（弁護士） - 筒井巧

第6話「父と子でいたかった…京風おでんに沁みる殺意の罠!!」
- 土屋秀樹（元会社員） - 大和田伸也
- 前原信二（漬物屋営業） - 松田悟志
- 桐谷祐美子（土産物屋） - 井村空美
- 田宮（おでん屋「なごみ」常連客） - 伊藤幸純
- 神田まどか（土屋の娘） - 伊佐美紀
- 安藤真佐子（おでん屋「なごみ」女将） - 芦川よしみ

第7話「殺人直後に出会った男女！ひとりは、10才の美しき少女…!!」
- 高井和馬（みやこ土建 現場主任・前科者） - 金山一彦
- 岡崎葵 - 吉田里琴
- 悠木泰造（全日建設 営業本部長） - 中田博久
- 田中良次（みやこ土建 社長） - 鈴木正幸
- 林田吾朗（全日建設 営業課長） - いわすとおる

第8話「初恋の人がホームレスに！京都東山、10年後の再会の果てに…」
- 畑山逸平（派遣社員） - 柄本佑
- 山崎睦子（畑山の同級生） - 大村彩子
- 山崎弘也（睦子の夫） - 古澤蓮
- 石橋和行（NPO代表） - 伊庭剛
- 田口 - 小野寺拓海

最終話「さよなら鶴丸検事！VS完全黙秘の女！夜の鴨川殺人の裏の裏…」
- 北原さと子（喫茶店「薫風」店員） - 中原果南（小学生：平山咲彩）
- 遠野千鶴 - 白木万理
- 樺山貴明（会社員） - 西村匡生
- 遠野卓郎（千鶴の息子） - 床尾賢一
- 山際久史 - 野々村仁
- 平林征志郎（元京都府警察 刑事） - 渡辺哲

### 第8シリーズ（2012年）
第1話「逮捕=99.9%の有罪率が生んだ悲劇…命を狙われた女検事の過去！おみやさんと主婦の勘が暴く真実!!」
- 木内稔（京都日報社会部の記者） - 石黒賢
- 木内梨加（木内の妻） - 宮本真希
- 熊谷正樹（京都日報社会部の記者） - 相島一之
- 早乙女宏志（ジャーナリスト） - 正名僕蔵
- 小宮山潔（元塾講師） - デビット伊東
- 熊谷雪江（熊谷の妻） - クノ真季子

第2話「老紳士の恋と偽りの涙…不正受給の謎!!」
- 篠原功一郎 - 宝田明
- 峰山明信（介護士） - 山口翔悟
- 大久保弥生（大久保の娘） - 小柳友貴美
- 田所若菜（ケースワーカー） - 三谷悦代
- 大久保（介護被害者） - 小峰隆司
- 北川サキ子（独居老人） - 水野久美

第3話「京都西陣赤い帯の罠二度死んだ婚約者!!」
- 野崎文夫（自称青年実業家） - 神保悟志
- 結城里奈（ホステス） - 雛形あきこ
- 瀬戸恭一郎（西陣織工房 社長） - 大沢健
- 春田江美子（美津子の母） - 三条泰子
- 瀬戸あかね（瀬戸の妻） - 建みさと
- 山田富彦（衣料品メーカー「ニノチカ」社長） - 加藤重樹
- 春田美津子（瀬戸の元婚約者） - 原田夏希

第4話「死体なき殺人の謎!! DNA不一致の罠…」
- 谷垣泰治（京都サンセイ製作所 元職員） - 笹野高史
- 望月友也（京都サンセイ製作所 職員） - 斉藤慶太
- 岡村（京都サンセイ製作所 社長） - 井上高志
- 谷垣正雄（泰治の甥） - 九十九一
- 望月由美子（友也の母） - 園英子
- 谷垣喜一（泰治の兄で正雄の父） - 東孝

第5話「女系家族の罠!! 孫を誘拐した33歳の祖母」
- 栗原五月（由樹奈の母・スポーツジム従業員） - 岩崎ひろみ
- 小田嶋由樹奈 - 相川結
- 西条史歩（スポーツジム従業員） - 尾高杏奈
- 小田嶋剛（由樹奈の夫） - 小谷幸弘
- 伊藤雅之（由樹奈の叔父） - 若林久弥
- 黒木涼子（五月の友人） - 小林綾子

第6話「ぬか漬女と香水女!! サギ師に心奪われて」
- 迫田勝代（主婦） - 室井滋
- 迫田耕一（勝代の夫・ワゴン販売員） - 上杉祥三
- 風間隆介（自称コンサルタント会社社長） - 湯江健幸
- 迫田マキ（勝代の娘） - 小川愛理
- 金井明美（風間の恋人） - 坂本真衣
- 秋本梢（人材派遣会社社長） - 根本りつ子

第7話「娘から母への脅迫状移動した死体の謎!!」
- 後藤宏子（ヴァイオリニスト） - 多岐川裕美
- 後藤咲子（宏子の娘） - 笛木優子
- 鈴木幸彦（宏子のマネージャー） - 山上賢治
- 前川春樹（音楽評論家） - 山田アキラ
- 河合加奈（大学院生） - 永田沙紀

最終話「冤罪の罠に落ちた主婦のカン!! 鶴丸あや…最後の危機」
- 真下朋子（勉の妹） - 有森也実
- 真下勉（強盗殺人事件の元被告） - 春田純一
- 八重樫みゆき（純の娘・鶴丸りんの中学校の生徒） - 大西風香
- 湯川（弁護士） - 國本鍾建
- 伊藤斗久也（町工場の取引業者） - 浅田祐二
- 八重樫純（強盗犯・池内弘二の高校時代の同級生） - 梨本謙次郎

### 第9シリーズ（2013年）
第1話「土壌汚染問題が絡んだ殺人事件!!」
- 菰田サチ子（スナック「サチ子の幸」ママ） - 青木さやか
- 松永健作（洛南市役所 職員） - 有薗芳記
- 黒木耕司（大学教授） - 小倉一郎
- 小沢弘貴（姫芝不動産 常務） - 堀内正美
- 笹山由三（姫芝不動産 社員） - 遠山俊也
- 星精一（京都日報の記者） - 村杉蝉之介
- 古田強次（暴力団准構成員） - 上鶴徹
- 津村浩（教科書販売会社の営業マン・成増友子の友人） - 小林俊
- 園長 - 千田訓子
- 糸井実 - 峰蘭太郎
- 山脇裕一 - 窪田弘和
- 城山英太郎（城山英太郎法律事務所の所長） - 勝部演之
- 新庄徳男（染色職人） - 阿藤快
- 大塚真吾（城山英太郎法律事務所の弁護士） - 佐野史郎

第2話「OL殺害事件発生!!」
- 水沢渚（憲人の妻） - 山下容莉枝
- 北島芳樹（萌の婚約者） - 笠原秀幸
- 水沢萌（憲人と渚の娘） - 寺島咲
- 水沢憲人（アベニー製作所 営業部 部長） - 天宮良

第3話「ヤミ金業者殺人事件発生!!」
- 宇田川信吉（消費者金融債務者） - 北見敏之
- 根本徹（消費者金融社員） - 山崎裕太
- 溝口（消費者金融債務者） - 深水三章
- 今西ユカリ（根本の彼女） - 大和田美帆
- 佐々木美津江（ケースワーカー） - 小柳友貴美

第4話「若者5人が暮らすシェアハウスで放火事件が発生！」
- 三浦直太郎（NPO法人代表） - 須賀貴匡（高校時代：那須空次）
- 矢野祐一（シェアハウスオーナー） - 河相我聞（高校時代：大塚玲音）
- 本田英一（シェアハウス住人） - 金井勇太
- 青柳サトル（シェアハウス住人） - 加治将樹
- 吉沢瑞希（シェアハウス住人） - 保田美帆
- 後藤大地（シェアハウス住人） - 山田健太
- 山口リナ（シェアハウス住人） - 万里紗
- 高橋和成 - 村中龍人
- 坪井喜久子（養護教諭） - 田岡美也子
- 若村敏樹（洛中タイムズの記者） - 井之上チャル（高校時代：渡辺朋弥）
- 園田えり子（放火事件被疑者） - 朝加真由美

第5話「鶴丸あやVS女弁護士」
- 三津屋清美（弁護士） - かとうかず子
- 今村祐次（金券ショップ「リッチ」店員） - 内田朝陽
- 渡辺ひとみ（金券ショップ「リッチ」元店員） - 永田沙紀
- 中山 - 中村大輝
- 川田 - 安永稔
- 出月昌也（金券ショップ強盗犯） - 増田広司
- 三津屋理恵（清美の娘） - 福井美都

最終話「あやの身に最大の危機が…！」
- 岩崎亜弥（前科者の妻） - 西尾まり
- 望月ヒサ江（振り込め詐欺被害者） - 川俣しのぶ
- 河村（闇金融業者） - 榊英雄

## エピソード
京都地検の女全シリーズのレギュラー出演者で2014年3月30日における蟹江敬三の死でSNS等に追悼の言葉を残したのは、以下の通り。
- 2006年放送第3シリーズで司法修習生出口役を演じた須藤公一の4月4日付の公式Twitter[14]。なお須藤はNHK朝の連続テレビ小説「あまちゃん」（2013年5月13日放送の第40話）で蟹江と共演した。
- 2004年放送第2シリーズレギュラー、2013年第9シリーズ最終話ゲスト出演した蟹江演じる高原の息子荻原良役を演じた松尾敏伸の4月6日付の公式ブログ[15]。